# Służba kwarantanny i ochrony roślin
Służba kwarantanny i ochrony roślin – jednostka administracji specjalnej, istniejąca w latach 1927–2002, ukierunkowana na problematykę fitosanitarną, zatrudniająca specjalistów przygotowanych do rozwiązywania problemów związanych z ochroną roślin, funkcjonująca w sferze rolnictwa i obszarach wiejskich.

## Powołanie służby
Na podstawie rozporządzenie Prezydenta RP z 1927 r. o zwalczaniu chorób roślin oraz o tępieniu chwastów i szkodników roślin powołano służbę ochrony roślin. Celem służby było wykonywanie nadzoru nad stanem zdrowotności roślin oraz nad przestrzeganiem przepisów wykonawczych w tym zakresie. Zwalczanie chorób roślin i zwalczanie chwastów należało do Ministra Rolnictwa, wojewodów, starostów i zarządów gmin.

## Uprawnienia służby z 1927 r.
Służby miały prawo:
- wstępu na grunty oraz do wszelkich pomieszczeń i miejsc przechowywania, przerobu i sprzedaży roślin,
- badania roślin na gruncie i pomieszczeniach i miejscach, badania urządzeń służących do przerobu roślin oraz środków ich przewozu i przenoszenia,
- bezpłatnego brania próbek roślin w ilości niezbędnej dla ich zbadania,
- żądania potrzebnych informacji od osób, w których posiadaniu znajdują się grunty i określone pomieszczenia, miejsca i urządzenia,
- kontroli wszelkich prac związanych z oczyszczaniem roślin, gruntów, pomieszczeń i urządzeń a także prac związanych z przerobem roślin,
- kontroli transportów roślin na stacjach kolejowych i przystankach wodnych oraz zatrzymywania tych transportów w razie stwierdzenia, że nie odpowiadają one warunkom ustanowionych w rozporządzeniu.

## Zadania służb kwarantanny i ochrony roślin z 1956 r.
Na podstawie ustawy z 1956 r. o ochronie roślin uprawnych przed chorobami, szkodnikami i chwastami zadaniem służb było:
- wprowadzenie obowiązku niszczenia na określonym obszarze roślin zarażonych i podejrzanych o zarażenie chorobą bądź opanowanych przez szkodniki i chwasty lub o to podejrzanych (rośliny zarażone i podejrzane),
- przetworów porażonych lub podejrzanych o porażenie przez szkodliwe dla roślin grzyby, bakterie, szkodniki i wirusy (przetwory zarażone i podejrzane),
- zwalczanie szkodników i chwastów,
- wszelkich przedmiotów, które mogą być rozsadnikami chorób, szkodników i chwastów;
- wprowadzenie obowiązku wykonywania w określonym terminie czynności zapobiegających pojawieniu się i szerzeniu chorób, szkodników i chwastów, a w szczególności oczyszczania i odkażania gruntów na określonych obszarach;
- wprowadzenie obowiązku oczyszczania i odkażania roślin i przetworów zarażonych i podejrzanych, wszelkich pomieszczeń, w których znajdowały się rośliny i przetwory zarażone lub podejrzane, oraz wszelkich przedmiotów, które mogą być rozsadnikami chorób, szkodników i chwastów;
- ograniczenie sposobów użytkowania roślin i przetworów zarażonych i podejrzanych;
- wprowadzenie zakazu lub nakazu stosowania niektórych sposobów oczyszczania i przerobu roślin zarażonych i podejrzanych oraz oczyszczania przetworów zarażonych;
- wprowadzenie na określonym obszarze zakazu przewożenia i przenoszenia roślin i przetworów, szkodników i chwastów oraz wszelkich przedmiotów, które mogą być rozsadnikami chorób, szkodników i chwastów, bądź uzależnienie możności tego przewożenia i przenoszenia od dopełnienia określonych warunków;
- wprowadzenie obowiązku zaopatrywania przewożonych i przenoszonych roślin i przetworów, znajdujących się w obrocie, w świadectwa zdrowia i pochodzenia;
- wprowadzenie na obszarze całego Państwa lub w pewnych rejonach zakazu uprawiania roślin, które podlegają chorobom i opanowaniu przez szkodniki lub mogą być rozsadnikami chorób, szkodników i chwastów, bądź uzależnienie możności uprawiania tych roślin od dopełnienia określonych warunków;
- wprowadzenie na obszarze całego Państwa lub w pewnych rejonach obowiązku uprawy niektórych roślin w związku z potrzebami ochrony roślin i obowiązku stosowania odrębnych terminów siewu, sprzętu, specjalnych stanowisk w płodozmianie lub innych środków agrotechnicznych;
- wprowadzenie obowiązku zawiadamiania organów administracji państwowej w określonym terminie o każdym przypadku pojawienia się chorób, szkodników i chwastów;
- wprowadzenie obowiązku bezpłatnego, indywidualnego lub zespołowego poszukiwania przez użytkowników gruntów roślin zarażonych chorobami, szkodników i chwastów;
- nałożenie na użytkowników gruntów obowiązku indywidualnego lub zespołowego brania udziału w zabiegach podejmowanych przez organy administracji państwowej w celu ochrony roślin; wykonanie tego obowiązku jest nieodpłatne, w szczególnych jednak przypadkach może być zarządzona odpłatność;
- wprowadzenie obowiązku odpłatnego użyczania aparatów i narzędzi pomocniczych, potrzebnych dla ochrony roślin;
- wprowadzenie obowiązku odpowiedniego oznaczania lub ogradzania miejsc, na których wystąpiły choroby, szkodniki lub chwasty.

## Uprawnienia służby z 1961 r.
Na podstawie ustawy z 1961 r. o ochronie roślin uprawnych przed chorobami, szkodnikami i chwastami służby uprawnione były do:
- wstępu na grunty, gdzie były uprawniane rośliny, do miejsc i pomieszczeń, gdzie były przechowywane rośliny i ich przetwory oraz do środków transportowych, którymi były przewożone rośliny lub ich przetwory,
- kontroli stanu aparatów i narzędzi pomocniczych do ochrony roślin,
- kontroli wykonania przez osoby fizyczne i prawne przepisów o ochronie roślin,
- wglądu do dokumentów dotyczących uprawy, przewożenia, przechowywania lub obrotu handlowego roślinami i ich przetworami,
- bezpłatnego pobierania próbek roślin, przetworów roślinnych, chemicznych środków ochrony roślin i gleby,
- żądania potrzebnych informacji.

## Służby kwarantanny i ochrony roślin z 1975 r.
Na podstawie uchwały Rady Ministrów z 1975 r. w sprawie organizacji służby kwarantanny i ochrony roślin oraz w związku z prowadzeniem nowego podziału administracyjnego Państwa, liczba wojewódzkich stacji wzrosła z 17 do 49. Wojewódzkie stacje były jednostkami budżetowymi finansowanymi z budżetu terenowego.
Do zadań służb należało:
- opracowanie projektów wieloletnich i rocznych planów ochrony roślin oraz potrzeb w zakresie ilości i asortymentu środków chemicznych, aparatury i sprzętu pomocniczego oraz sprzętu ochrony osobistej przy wykonywaniu zabiegów ochrony roślin,
- opracowanie wytycznych organizacyjnych i metodycznych,
- pomoc w realizacji planów ochrony roślin i dystrybucji oraz w gospodarce pestycydami, aparaturą i sprzętem pomocniczym,
- pomoc w wykonaniu obowiązków określonych przepisami o kwarantannie i ochronie roślin oraz pobieranie i badanie prób gleby, rośli i ich przetworów na obecność chorób, szkodników i chwastów objętych kwarantanną,
- prowadzenie obserwacji, rejestracji, sygnalizacji o terminach i metodach zwalczania chorób, szkodników i chwastów objętych kwarantanną,
- określenie metodyki badania roślin i ich przetworów przeznaczonych dla potrzeb obrotu wewnętrznego i na eksport oraz wystawiania świadectw zdrowia tych roślin i przetworów.

## Państwowa Inspekcja Ochrony Roślin z 1975 r.
Na podstawie ustawy z 1995 r. o ochronie roślin uprawnych ustanowiono Państwową Inspekcję Ochrony Roślin, jako organ administracji państwowej powołany do sprawowania nadzoru nad ochroną roślin uprawnych. Inspekcja była finansowana na zasadach określonych w prawie budżetowym dla państwowych jednostek budżetowych. Inspekcja podlegała Ministrowi Rolnictwa i Gospodarki Żywnościowej.
Organami Inspekcji był Główny Inspektor i wojewódzcy inspektorzy. Głównego Inspektora powoływał i odwoływał Minister Rolnictwa i Gospodarki Żywnościowej. Wojewódzkiego inspektora powoływał Główny Inspektor za zgodą właściwego wojewody.

## Zmiany organizacyjne służb
Na podstawie ustawy z 2002 r. o zmianach w organizacji i funkcjonowaniu centralnych organów administracji rządowej i jednostek im podporządkowanych oraz o zmianie niektórych ustaw zniesiono Państwowa Inspekcja Ochrony Roślin i Państwową Inspekcję Nasiennictwa i utworzono centralny organ administracji rządowej – Główny Inspektorat Ochrony Roślin i Nasiennictwa oraz wojewódzkie inspektoraty ochrony roślin i nasiennictwa.